# 埃迪·伊根

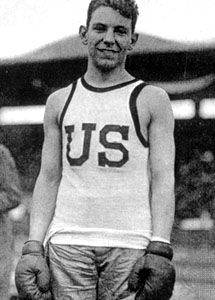
埃迪·伊根

爱德华·帕特里克·弗朗西斯·“埃迪”·伊根（Edward Patrick Francis "Eddie" Eagan，1897年4月26日—1967年6月14日），美国运动员，第一位且唯一一位在夏季奥运会和冬季奥运会不同项目上均夺得金牌的运动员。
伊根出生于科罗拉多州丹佛市的一个贫苦家庭，自幼丧父，后凭自己的努力获得罗兹奖学金，先后考入哈佛大学和耶鲁大学学习法律。1920年，伊根代表美国出征安特卫普奥运会，获得次重量级拳击冠军。4年后他在巴黎奥运会试图卫冕，但是在第一轮即遭淘汰。
其后，伊根前往牛津大学深造，毕业后回到美国成为律师。1932年，伊根又参加了普莱西德湖冬奥会，虽然他只接受了三周的训练，但还是与威廉·费斯克等人一同获得了四人雪車金牌。
退役后，伊根成为一位成功的律师，在二战中他加入美國陸軍參戰，最后以上校军衔退役。1967年6月14日逝世于纽约。